# SCB-125

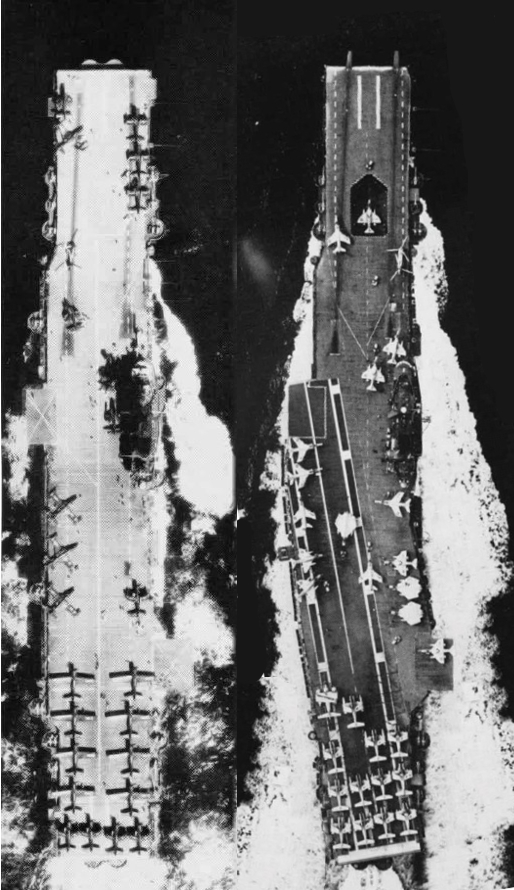
USS „Intrepid” przed (z lewej) i po modernizacji programem SCB-125 (z prawej)

SCB-125 – program marynarki wojennej Stanów Zjednoczonych przeprowadzony pomiędzy 1954 a 1959 rokiem mający na celu ulepszenie lotniskowców typu Essex poprzez dodanie skośnego pokładu lotniczego oraz innych ulepszeń poprawiających loty i żeglugę.

## Główne rodzaje zmian
- Skośny pokład lotniczy
- tzw. „Hurricane” bow
- System OLS (ang. Optical landing system)
- Aerofiniszer Mark 7
- Przeniesienie głównej kontroli lotu na rufę
- Klimatyzacja

## Historia programu
Program SCB-125 po raz pierwszy został zastosowany na ostatnich trzech lotniskowcach typu Essex, które przeszły modernizację SCВ-27С będąc jeszcze podczas ich oryginalnych napraw. Docelowo każdy okręt zmodernizowany programem SCВ-27 miał przejść modernizację SCВ-125 – z wyjątkiem lotniskowca USS „Lake Champlain”.
Proces przebudowy trwał od około sześciu do dziewięciu miesięcy (maksymalnie 2 lat). Okręty zmodernizowane do standardu SCB-27A, które zostały wyposażone w parę katapult hydraulicznych typu H 8, nie zostały zaktualizowane do katapult startowych typu C 11 – tak jak to miało miejsce na siostrzanych SCB-27C, ze względu na ograniczoną przestrzeń.
USS „Oriskany” – prototyp konwersji SCB-27A, był ostatnim z klasy Essex, który przeszedł modernizację programem SCB-125. Poprzez zastosowanie aluminiowego poszycia pokładu, aerofiniszera Mk 7-1 oraz katapult startowych C 11-1 – będących w standardzie modyfikacji SCB-125, USS „Oriskany” jako jedyny został zmodernizowany do modyfikacji SCB-125A.

## Zmodernizowane okręty
| Oznaczenie | Nazwa               | Przed modernizacją | Program         | Początek prac    | Ponowne wejście do służby | Po modernizacji |
| ---------- | ------------------- | ------------------ | --------------- | ---------------- | ------------------------- | --------------- |
| CVA-38     | „Shangri-La”        |                    | SCB-27C/SCB-125 | październik 1952 | styczeń 1955              |                 |
| CV-16      | „Lexington”         |                    | SCB-27C/SCB-125 | wrzesień 1953    | sierpień 1955             |                 |
| CVA-31     | „Bon Homme Richard” |                    | SCB-27C/SCB-125 | maj 1953         | wrzesień 1955             |                 |
| CVA-20     | „Bennington”        |                    | SCB-125         | styczeń 1954     | kwiecień 1955             |                 |
| CVA-10     | „Yorktown”          |                    | SCB-125         | marzec 1955      | październik 1955          |                 |
| CVA-18     | „Wasp”              |                    | SCB-125         | marzec 1955      | grudzień 1955             |                 |
| CVA-15     | „Randolph”          |                    | SCB-125         | sierpień 1955    | luty 1956                 |                 |
| CVA-9      | „Essex”             |                    | SCB-125         | sierpień 1955    | styczeń 1956              |                 |
| CVA-12     | „Hornet”            |                    | SCB-125         | styczeń 1956     | sierpień 1956             |                 |
| CVA-19     | „Hancock”           |                    | SCB-125         | kwiecień 1956    | listopad 1956             |                 |
| CVA-33     | „Kearsarge”         |                    | SCB-125         | lipiec 1956      | styczeń 1957              |                 |
| CVA-14     | „Ticonderoga”       |                    | SCB-125         | sierpień 1956    | kwiecień 1957             |                 |
| CVA-11     | „Intrepid”          |                    | SCB-125         | wrzesień 1956    | maj 1957                  |                 |
| CVA-34     | „Oriskany”          |                    | SCB-125A        | styczeń 1957     | maj 1959                  |                 |